# Carrer de Pelai (València)
El carrer de Pelai és una via urbana del centre de València. Està situat entre el Carrer de Xàtiva i la Gran Via de Ramon y Cajal. Fita també amb els carrers Matemàtic Marzal, Julio Antonio, Ermita i Vives Liern.
Ubicat ben a prop de l'Estació del Nord, nucli ferroviari de la ciutat, el carrer té a prop una parada de metro amb el nom de Xàtiva, així com la de Bailén, ubicada al carrer paral·lel.
Forma part del Barri de la Roqueta, i el carrer es desenvolupa en paral·lel a la construcció de l'Estació del Nord, entre 1906 i 1917.

## Elements
El trinquet de Pelai, l'element més recognoscible del carrer, s'inaugurà el 20 d'agost de 1868, abans fins i tot de l'existència del carrer mateix. El seu fundador va ser el senyor Benet, del qual no es té molta informació, només que construí el trinquet al costat d'un Tir a la gallina.
A inicis del Segle XXI, moltes famílies de la comunitat xinesa es van concentrar tant al carrer com ad altres grups d'illes de cases pròximes a l'Estació del Nord (com Pelai, carrer Convent de Jerusalem i carrer Bailén), on hi viuen 500 xinesos, segons dades de 2017, convivint amb paquistanesos i llatinoamericans. La presència de veïns xinesos, així com multitud de restaurants de gastronomia asiàtica, i d'altres comerços, ha fet que es percebera el carrer com el Chinatown valencià. No de bades, és el carrer des d'on s'inicia la Gran Cavalcada de l'Any Nou Xinés de València.
Des de la dècada del 2020, hi han hagut propostes per reformar el barri, bé siga amb la creació d'un passeig de la fama de la Pilota Valenciana, o la instal·lació d'uns arcs xinesos, sense que mai no s'haja concretat cap dels projectes.